# Juan Gregorio de Las Heras

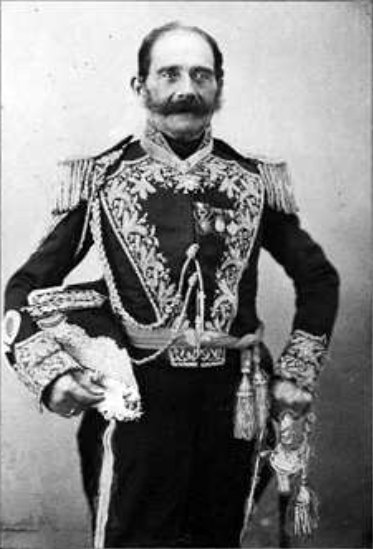
Juan Gregorio de Las Heras (um 1850 bis 1855)

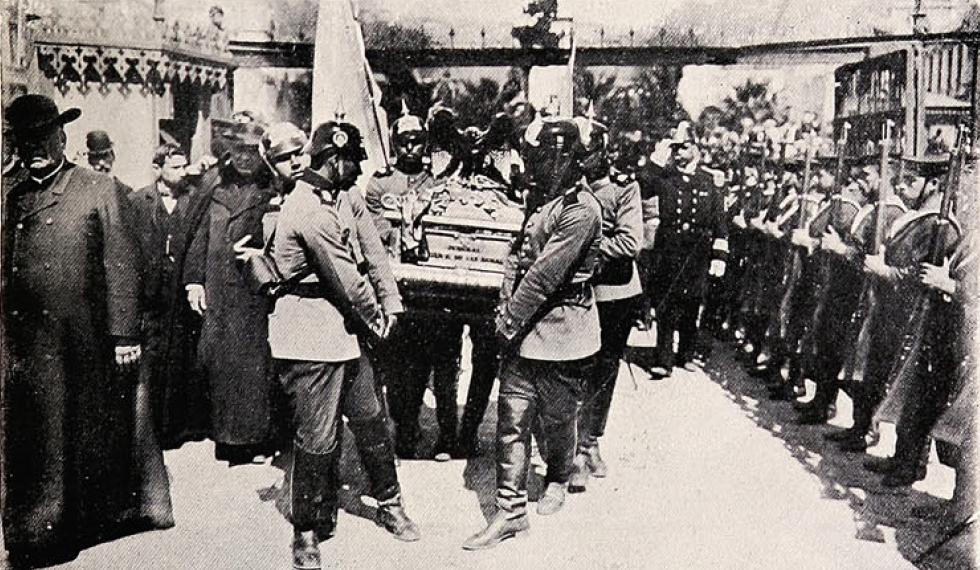
Las Heras’ Überreste werden 1906 von Chile nach Argentinien überführt

Juan Gualberto Gregorio de Las Heras (* 11. Juli 1780 in Buenos Aires, Vizekönigreich des Río de la Plata; † 6. Februar 1866 in Santiago, Chile) war ein argentinischer Militärangehöriger und kämpfte im Unabhängigkeitskrieg der spanischen Kolonien Chile und Argentinien auf Seiten der Südamerikaner. Darüber hinaus bekleidete de Las Heras von 1824 bis 1826 das Amt des Gouverneurs von Buenos Aires und war damit de facto Staatsoberhaupt von Argentinien. Später führte er Truppen gegen Gouverneur Juan Manuel de Rosas.

## Biographie
De Las Heras wurde als Sohn einer mittelständischen Familie in Buenos Aires geboren. Bis zu seinem 26. Lebensjahr verdiente sich de Las Heras sein Geld mit Geschäften, danach schrieb er sich als Rekrut in die Armee ein und kämpfte gegen die Engländer während der britischen Invasionen am Río de la Plata zwischen 1806 und 1807. Ein Jahr später wurde er Feldwebel der Husaren im Dienste der spanischen Krone. Doch zwei Jahre später, 1810, als die Unabhängigkeit Argentiniens deklariert wurde, schlug er sich auf die Seite der Rebellen, die eine Loslösung der Kolonie von Spanien erwirken wollten. Man ernannte de Las Heras zum Oberbefehlshaber der Miliz in Córdoba, und 1812 wurde de Las Heras zum Befehlshaber der Garnison derselben Stadt befördert. Er bot im darauffolgenden Jahr an, die argentinischen Hilfstruppen nach Chile zu begleiten, wo er zweiter Offizier wurde. Die Truppen de Las Heras', die in einer neu geschaffenen Einheit gesammelt wurden, bestanden ihre Feuertaufe in der Schlacht von Cucha-Cucha am 23. Februar 1814 und konnten diesen Erfolg in der Schlacht von Membrillar am 20. Mai desselben Jahres ausbauen. Nachdem sie gegen die kronloyalen Truppen in Rancagua verloren hatten, wurden sie mit der Aufgabe betraut, ihre chilenischen Kameraden zu decken. Bevor de Las Heras diese Aufgabe wahrnahm, zog er sich in die Stadt Mendoza zurück, wo er sich mit der Organisierung und Strukturierung der Andenarmee befasste.
Als die Armee unter de Las Heras 1817 die Anden überquerte, benutzen sie den Pass nahe der Stadt Uspallata, woraufhin sie zum Sieg in der Schlacht von Chacabuco beitrugen. Am 5. April 1818 konnte dank des Einsatzes der Armee de Las Heras' in der Schlacht von Maipú die chilenische Unabhängigkeit besiegelt werden. Zu Ehren des Heerführers wurde 1910 die ausgehobene Armee vom argentinischen Staatsoberhaupt José Figueroa Alcorta in General Las Heras umbenannt.
Juan Gregorio de Las Heras nahm ebenfalls an der Expedition teil, die die Befreiung Perus zum Ziel hatte. Im September 1820 erreichte er mit seiner Armee per Schiff das Land. Das Heer kämpfte in der Schlacht von Nazca, Acarí, Jauja und beteiligte sich an der Belagerung von Lima. Die Stadt fiel am 9. Juli 1821 in die Hände der Belagerer. Bereits im Vorjahr war de Las Heras zum Stabschef der Befreiungsarmee für Peru ernannt worden und im selben Jahr wurde er zum Brigadegouverneur in Argentinien ernannt. Auch in Chile wurde er mit militärischen Ämtern versehen, dort erhielt er die Leitung der Divisionen. Nachdem er durch seinen Oberbefehl die Erstürmung der Festung Callao erwirkt hatte, wurde er zum Dank zum Großmarschall ernannt.
Nachdem seine Armee 1824 aufgelöst worden war, kehrte er nach Argentinien zurück. Dort wurde er im Mai Gouverneur von Buenos Aires als Nachfolger von Martín Rodríguez. Als er das Amt des Gouverneurs im Februar 1826 aufgeben musste, weil Bernardino Rivadavia zum ersten Präsidenten von Argentinien wurde, kehrte er nach Chile zurück und beteiligte sich dort am Bürgerkrieg von 1829. Von 1862 bis zu seinem Tod war de Las Heras Generalinspektor der chilenischen Armee. Argentinische Wissenschaftler benannten den Las-Heras-Gletscher und die Las-Heras-Halbinsel in der Antarktis nach ihm.